# Cartutx de 8 pistes
El cartutx de vuit pistes, (formalment Stereo 8 ) és una tecnologia d'enregistrament de so amb cinta magnètica que va ser popular des de mitjans dels anys seixanta fins a principis dels vuitanta., quan el casset compacte, que era anterior al sistema de 8 pistes, el va superar en popularitat per música pregravada.
El format s'utilitzava habitualment als cotxes i era més popular als Estats Units i Canadà i, en menor mesura, al Regne Unit, Irlanda i Japó. Un dels avantatges del cartutx de cinta de 8 pistes era que podia reproduir-se contínuament en un bucle sense fi i no calia expulsar-lo, girar-lo i tornar-lo a inserir per reproduir tota la cinta. Després d'uns 80 minuts de reproducció, la cinta començaria de nou al principi. A causa del bucle, no hi ha rebobinat. Les úniques opcions que té el consumidor són reproducció, avançament ràpid, gravació i canvi de programa (pista).
El cartutx Stereo 8 va ser creat el 1964 per un consorci liderat per Bill Lear, de Lear Jet Corporation, juntament amb Ampex, Ford Motor Company, General Motors, Motorola i RCA Victor Records ( RCA —Radio Corporation of America).
El format de cinta de 8 pistes es considera ara obsolet, tot i que hi ha col·leccionistes que reformen aquestes cintes i reproductors així com algunes bandes que emeten aquestes cintes com a novetat. Cheap Trick 's The Latest el 2009 es va publicar en 8 pistes, igual que A Holly Dolly Christmas de Dolly Parton el 2020, aquest últim amb una pista addicional exclusiva. H8-Track Stereo iniciat per Sean Beard va llançar més de 800 àlbums per a artistes amb 8 pistes a nivell internacional del 2013 al 2019, inspirant un renaixement underground del format que encara no s'ha superat.

## Tecnologia
Les dimensions del cartutx són d'aproximadament: 5.25 per 4 per 0.8 polzades (13.3 × 10.2 × 2.0 cm). La cinta magnètica es reprodueix a 3,75 polzades per segon (el doble de la velocitat d'un casset), s'enrotlla al voltant d'una sola bobina, és d'aproximadament 0.25 polzades (0.64 cm) d'ample i conté 8 vies paral·leles. El cap del jugador llegeix dues d'aquestes pistes alhora, per obtenir un so estèreo. Després de completar un programa, el capçal canvia mecànicament a un altre conjunt de dues pistes, creant un soroll de clic característic.

## Història

### Desenvolupament

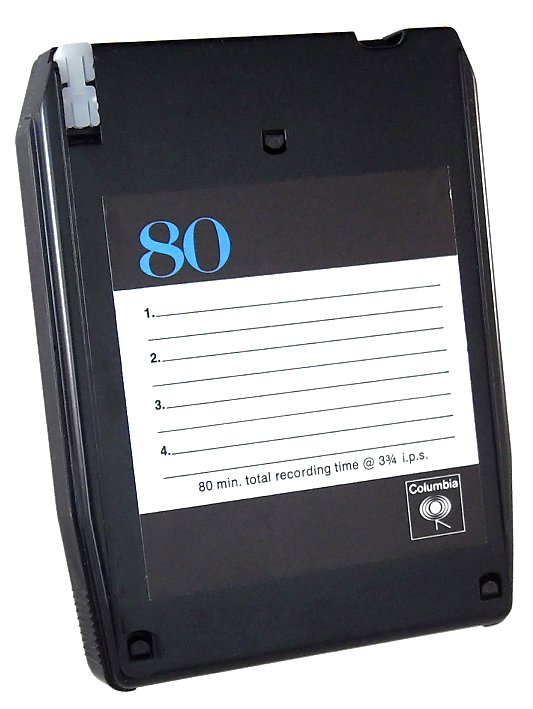
Un cartutx verge de 8 pistes Stereo-Quadraphonic compatible

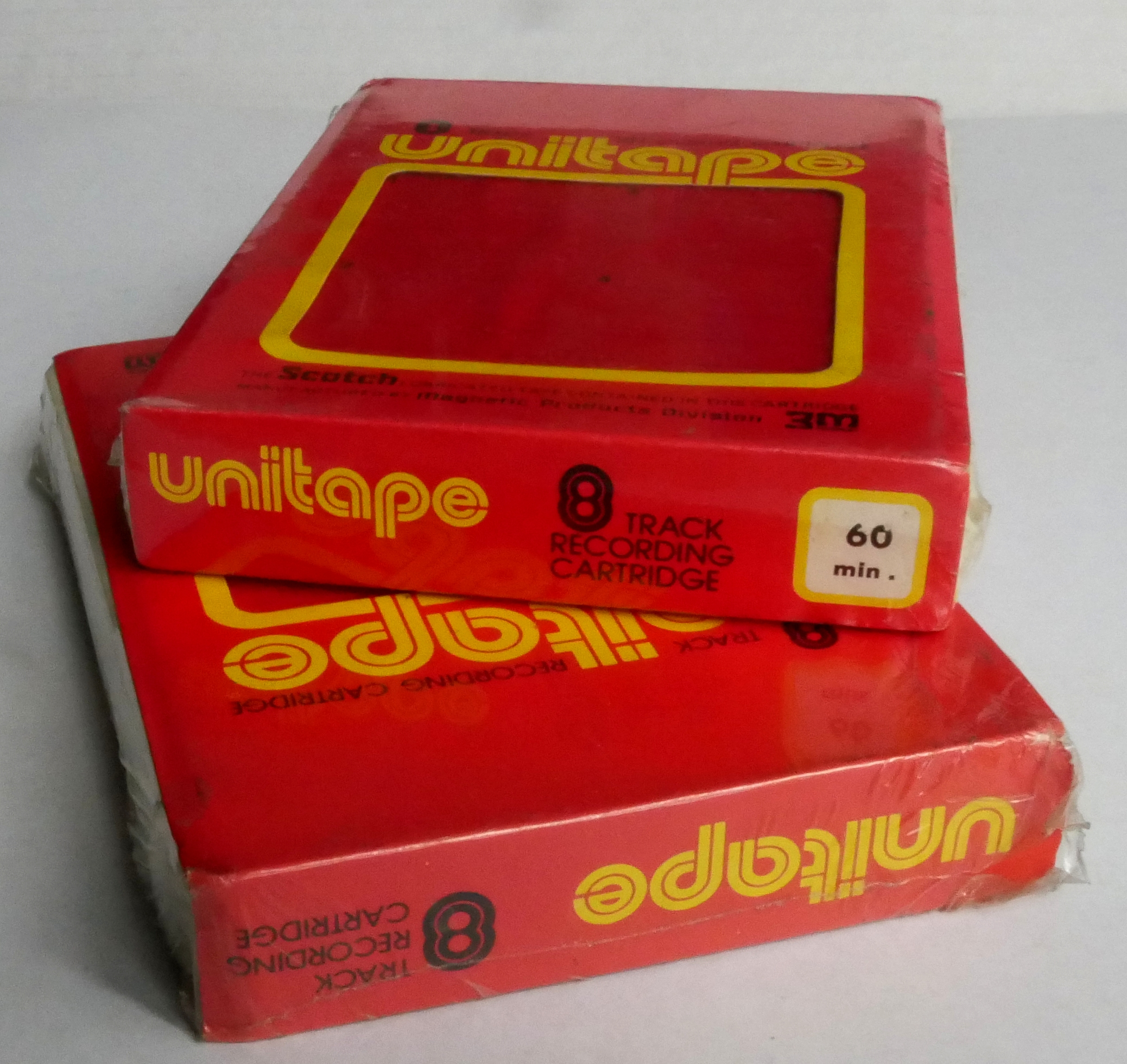
Els cartutxos verges es podrien utilitzar per fer gravacions a casa.

L'inventor George Eash va inventar un disseny el 1953, anomenat cartutx Fidelipac, també anomenat cartutx NAB, que més tard s'utilitzaria no només en el Muntz Stereo-Pak sinó també en diversos sistemes de música de fons monoaural des de finals dels anys 60 fins a principis dels anys 90.
La seva inspiració va venir d'un dels primers productes que va utilitzar la tecnologia de cartutxos de cinta sense fi, que va ser l'Audio Vendor d'un any abans, una invenció de Bernard Cousino. La cinta es fa passar a través d'un anell interior de bobina de cinta solta, on s'emmagatzema l'enregistrament, i es torna a passar per l'anell exterior de la bobina. Inicialment, aquest mecanisme s'havia d'implementar en una gravadora d'àudio bobina a bobina.
Més tard, Cousino va desenvolupar una caixa de plàstic que es podia muntar en algunes gravadores existents. Aquest cartutx va ser comercialitzat per John Herbert Orr com Orrtronic Tapette. En aquesta generació, la cinta s'enrotllava amb el recobriment magnètic cap a l'interior de la bobina. Els tipus de cartutxos posteriors tenien la capa magnètica cap a l'exterior de la bobina, de manera que havia de ser reproduït per una gravadora especialment dissenyada. Un cop s'ha afegit la tracció de la cinta mitjançant el cabreix, els usuaris tenien la comoditat d'empènyer el cartutx a la gravadora sense haver de filar la cinta. Aquests cassets no necessitaven espai intern per al control lliscant del capçal de cinta perquè accedien a la cinta des de fora del cartutx.
A partir d'aquests nous cassets, George Eash va desenvolupar el cartutx Fidelipac el 1954. PlayTape i els cassets compactes de bucle sense fi per al text d'anunci dels contestadors automàtics es van fer amb aquesta tècnica, juntament amb altres cintes de contestadors similars però incompatibles. La bobina de recollida separada original tenia un plat col·locat sota la bobina de subministrament per combinar els dos i es va eliminar la perforació al voltant de la vora de la bobina per a la tracció. No hi havia bobina de bobina posterior dins d'un casset així, per la qual cosa el rebobinat era impossible. Anteriorment, s'utilitzava una tècnica similar per emmagatzemar la cinta sonora de vinil acanalat Tefifon al cartutx Tefi, però sense el benefici d'una bobina a causa de l'amplada de 16 mm, més del doble que la d'una cinta de 8 pistes i a causa del gruix de la pel·lícula a 3 mils (75μm).
Una altra tecnologia similar va ser la LaBelle Tutor 16 que combinava diverses tecnologies de bucle sense fi alhora. Una tira de pel·lícula de 35 mm es va reduir a 16 mm i es va carregar en un cartutx de cinta amb bucle sense fi semblant a un Fisher Price Movie Viewer que utilitzava versions silencioses truncades de dibuixos animats de 16 mm. La part inferior d'aquest cartutx actuava com a part superior del cartutx de so que hi havia a sota, que era bàsicament idèntic a un de 8 pistes. L'única diferència va ser que la gravació era el mateix format de 2 pistes que els cartutxos mono NAB a la mateixa velocitat IPS de 3-3/4 (9,5 cm/s) com a 8 pistes amb el material del programa en una pista i el to d'automatització de canvi d'imatge subsònic a l'altra pista.
Les pel·lícules, tant mudes com sonores, en configuracions de 8 mm i 16 mm i en formats de so òptic i magnètic també eren bucles interminables, que s'utilitzaven en tot, des d'eines de venda d'extrems de botigues fins a instruccions d'enginyeria a la carretera fins a les primeres pel·lícules portàtils de les companyies aèries. En lloc de tenir cap part del mecanisme ubicada a l'interior del cartutx, l'única part que hi havia era un mirall de 45 graus per reflectir la llum a través de la pel·lícula i sobre la pantalla esmerilada interna o una pantalla externa mitjançant un altre mirall cap a dins. redirigeix la imatge.

### Stèreo 8

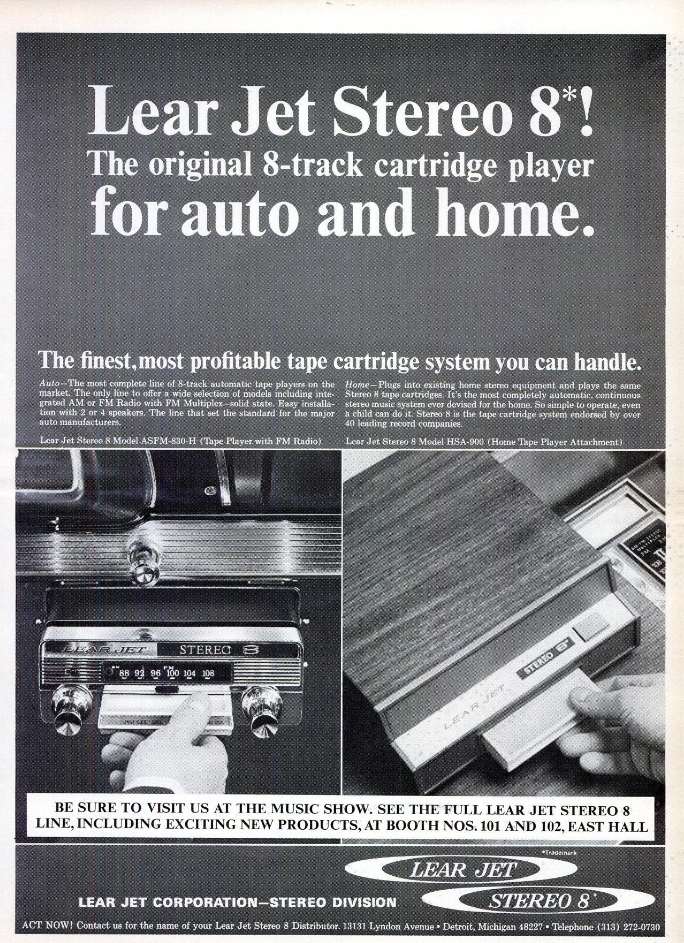
Anunci de Lear Jet Stereo 8, cartellera el 16 de juliol de 1966

El cartutx Lear Jet Stereo 8 va ser dissenyat per Richard Kraus mentre treballava per a la Lear Jet Corporation, sota Bill Lear, el 1963. El canvi principal va ser incorporar un rodet de goma de neoprè i niló al propi cartutx, en lloc de fer que el rodet d'arrossegament fos part del reproductor de cintes, reduint la complexitat mecànica. Lear també va eliminar algunes de les parts internes del cartutx Eash, com ara el mecanisme de tensió de la cinta i un enclavament que evitava el lliscament de la cinta. Com que els cartutxos Stereo-Pak eren propensos a encallar-se a causa del seu disseny complex, Lear es va esforçar per redissenyar-los, posant-hi el doble de pistes, duplicant el temps d'enregistrament primer a 80 minuts i després ampliant-lo a 100 minuts.

### Discret-Quadraphonic de 8 pistes
Els cartutxos Discrete Quadraphonic 8-track, també coneguts com a "Q8", eren un format de so envolvent de l'era dels anys 70. A diferència dels cartutxos estereofònics tradicionals que utilitzaven dos canals (esquerra i dreta), els cartutxos Discrete Quadraphonic 8-track estaven dissenyats per reproduir-se en quatre canals separats: esquerra frontal, dreta frontal, esquerra posterior i dreta posterior
Els cartutxos Discret-Quadrifònic es distingien dels de 8-Pistes per l'osca a la cantonada superior esquerra com a la imatge de la dreta. Els espais en blanc com aquest es van vendre amb un separador blanc que ocupava l'osca igual que l'adaptador de 45 rpm per convertir 7 polzades (19 cm) individuals de forats grans perquè es poguessin tocar en plats giratoris convencionals. Aquesta osca activava el segon conjunt de pistes del nou capçal que originalment hauria reproduït els programes 3 i 4 d'una cinta estèreo i les utilitzava simultàniament amb els capçals que llegirien els programes 1 i 2.
Les cintes es van comercialitzar per primera vegada per a la temporada musical de tardor de 1970. Curiosament, les últimes cintes de cartutxos Muntz de quatre pistes Stereo-Pak (comparades amb les quadrafòniques de quatre canals ) encara s'estaven produint al mateix temps, així com les cintes Stereo 8 normals.

### Limitacions de temps
Tornar a utilitzar la mateixa quantitat de cinta per a un àlbum que un Stereo-Pak va ser una mica molest per als consumidors perquè Dos àlbums en una cinta pel mateix baix preu (com amb un LP) ara era impossible. Els números quadràfònics d'àlbums dobles de 8 pistes havien d'ocupar dues o fins i tot (en el cas de la música clàssica) tres cintes.
Si un àlbum durava més de 50 minuts, la meitat del temps que es podria gravar en un estèreo de 8 pistes, i no hi havia prou material de programa per justificar una segona cinta, els productors editarien o eliminarien algunes cançons perquè l'àlbum s'ajustés al  límit  de temps de 25-de minut s per programa. Els enregistraments comercials tornaven a una versió lleugerament més petita dels mateixos problemes de programa truncat que afectaven les cintes estèreo de 2 pistes 20 anys abans. Els cassets quadràfònics es van experimentar a partir de 1974, però mai no es van estendre fins que els cartutxos de 8 pistes es van popularitzar deu anys més tard.

### Èxit comercial

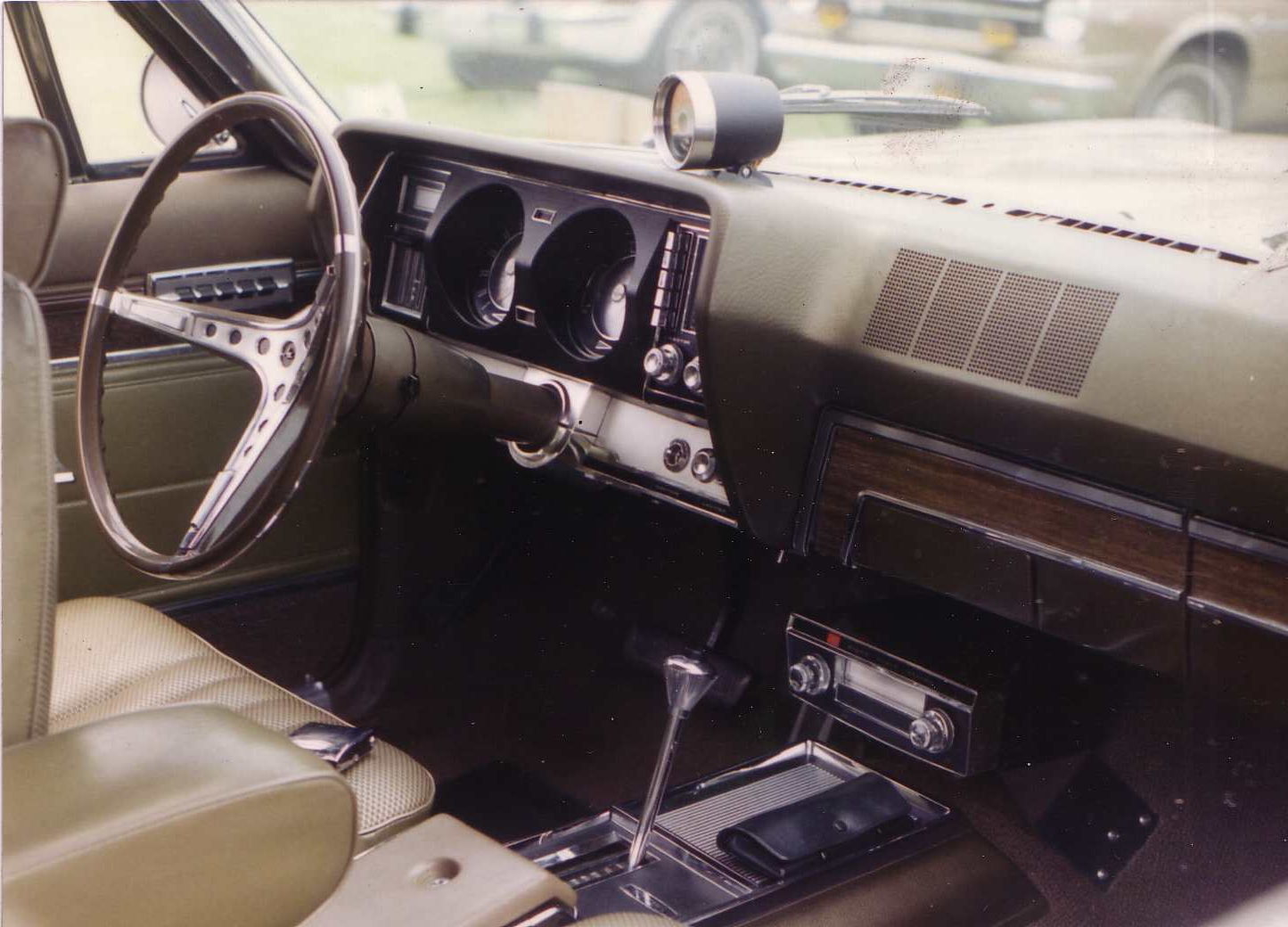
Reproductor estèreo de 8 pistes opcional de fàbrica en un American Motors Marlin de 1967 muntat entre la consola central i el tauler

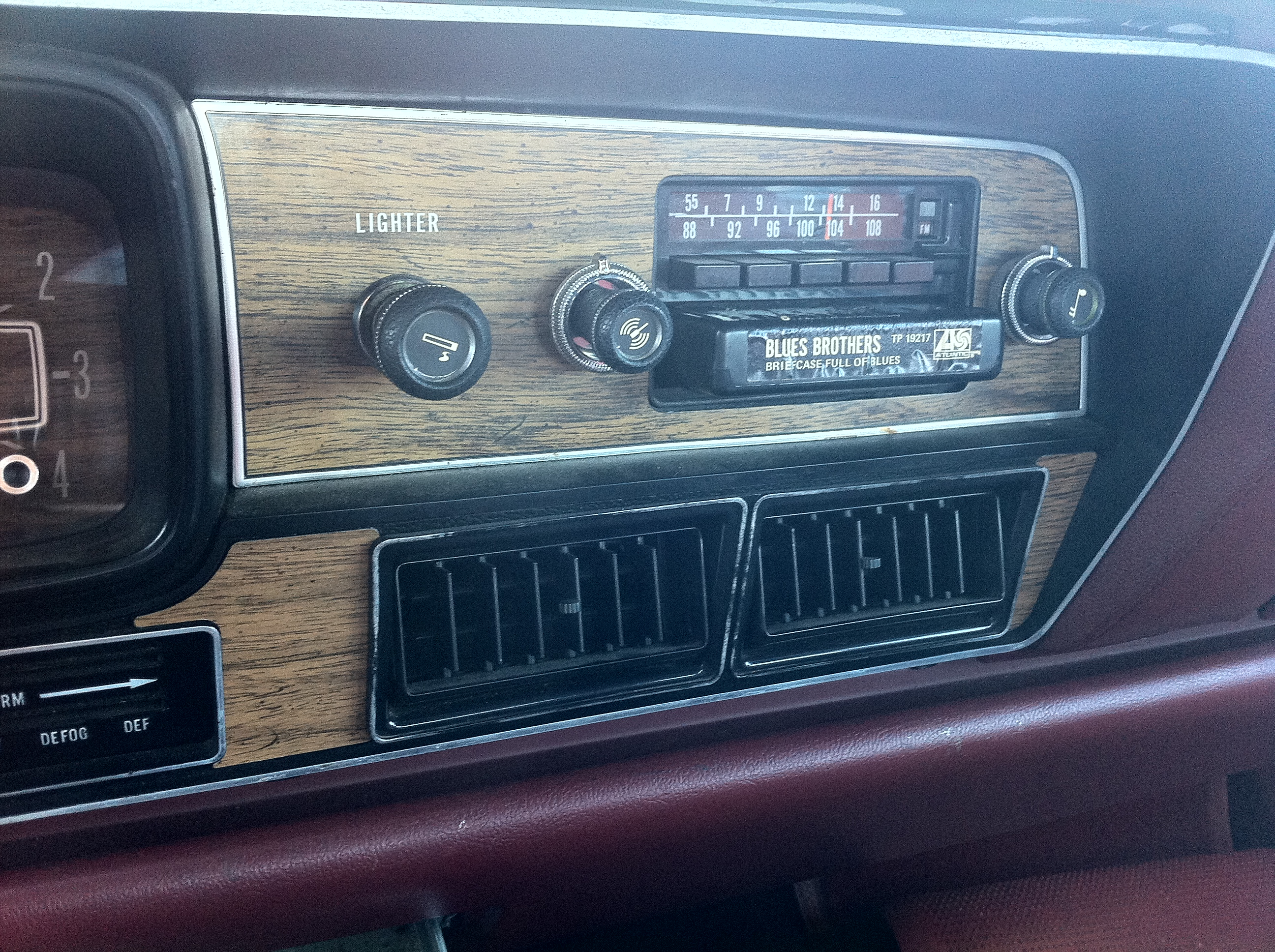
Unitat de ràdio AM/FM/8 pistes instal·lada a la fàbrica en un AMC Matador de 1978 amb un cartutx Maletín ple de Blues en posició de "reproducció"

La popularitat dels cartutxos de quatre pistes i de vuit va créixer recolzada en la indústria de l'automòbil. El setembre de 1965, la Ford Motor Company va introduir reproductors de cintes de vuit pistes instal·lats de fàbrica i instal·lats pel distribuïdor com a opció en tres dels seus models de 1966 (l'esportiu Mustang, el luxós Thunderbird i Lincoln de gamma alta), i RCA. Victor va presentar 175 cartutxos Stereo-8 de les seves marques RCA Victor i RCA Camden dels catàlegs d'artistes de gravació. A l'any model 1967, tots els vehicles de Ford oferien aquesta opció d'actualització del reproductor de cintes. La majoria de les instal·lacions inicials de fàbrica eren reproductors separats de la ràdio (com es mostra a la imatge), però s'oferien unitats de 8 pistes muntades al quadre de comandament en combinació amb una ràdio AM, així com amb receptors AM/FM.
El format de 8 pistes va guanyar popularitat constantment per la seva comoditat i portabilitat. Els reproductors domèstics es van introduir el 1966 que van permetre als consumidors compartir cintes entre les seves llars i sistemes portàtils. A finals de la dècada de 1960, el segment de 8 pistes era el més gran del mercat d'electrònica de consum dels Estats Units (les vendes baixes del Regne Unit i Europa com Compact Cassette es van llançar el 1962) i la popularitat dels sistemes de 8 pistes per a cotxes va ajudar a generar demanda d'unitats domèstiques.
Els reproductors portàtils de tipus "Boombox" també eren populars, però els reproductors/enregistradors de vuit pistes no van aconseguir una gran popularitat i pocs fabricants els van oferir excepte el fabricant Tandy Corporation (per a les seves botigues d'electrònica Radio Shack). Amb la disponibilitat de sistemes de cartutxos per a la llar, els consumidors van començar a pensar en vuit pistes com una alternativa viable als discos de vinil d'estil àlbum de 33 rpm, no només com a comoditat per al cotxe. També a finals de la dècada de 1960, els llançaments pre-gravats en format de cinta de 8 pistes van començar a arribar al cap d'un mes després del llançament de vinil. El format de 8 pistes es va convertir, amb diferència, en el més popular i va oferir la biblioteca musical més gran de tots els sistemes de cintes dels EUA.

### Les primeres màquines de karaoke
Daisuke Inoue va inventar el primer aparell de karaoke l'any 1971 anomenat Juke-8.

### Altre usos
L'OMNI Entertainment System de Milton Bradley va ser un joc de màquines de qüestionaris electrònics llançat per primera vegada el 1980, semblant a Jeopardy! o entrades posteriors a la sèrie de videojocs "You Don't Know Jack", utilitzant cintes de 8 pistes per a preguntes, instruccions i respostes, utilitzant la reproducció d'àudio i senyals digitals en l'emmagatzematge de dades de cinta magnètica a les pistes restants per carregar la resposta correcta per comptar la puntuació. El 1978, la Mego Corporation va llançar el robot de joguina 2-XL, que utilitzava les pistes per determinar les respostes correctes i incorrectes. L'any 1977, la companyia escocesa GR International va llançar la Bandmaster Powerhouse, una caixa de tambors que reproduïa cartutxos de 8 pistes fets a mida similars a un Mellotron o Chamberlin Music Master que contenia bucles de ritme de bateria i percussió gravats amb instruments reals. Aquests podrien ser sotmesos a un cert grau de processament mitjançant els controls de la caixa de tambors, que incloïen el tempo i l'equilibri de l'instrument.

### Declivi
Als Estats Units, el 1978 va ser l'any màxim de vendes de 8 pistes, però les vendes van disminuir ràpidament a partir d'aleshores. Els reproductors de vuit pistes es van fer menys habituals a les llars i els vehicles a finals dels anys setanta, eclipsats pel casset compacte (que va arribar el 1963). L'any 1980, les vuit pistes ja s'estaven eliminant gradualment a favor dels cassets, les vendes dels quals estaven augmentant ràpidament, en part a causa de l'èxit del Walkman i, finalment, van agafar i destronar els LP el 1983.
Als Estats Units, els cartutxos de vuit pistes es van retirar gradualment de les botigues minoristes a finals de 1982 i principis de 1983. No obstant això, alguns títols encara estaven disponibles com a cintes de vuit pistes a través dels clubs discogràfics de Columbia House i RCA (BMG) Music Service fins a finals de 1988. Fins al 1990, Radio Shack (Tandy Corporation) va continuar venent cartutxos i reproductors en blanc de vuit pistes per a ús domèstic amb la seva marca Realistic.